# Diocesi di Naraggara
La diocesi di Naraggara (in latino Dioecesis Naraggaritana) è una sede soppressa e sede titolare della Chiesa cattolica.

## Storia
Naraggara, forse identificabile con Bordj-Sidi-Youssef nell'odierna Tunisia, è un'antica sede episcopale della provincia romana dell'Africa Proconsolare, suffraganea dell'arcidiocesi di Cartagine.
Quattro sono i vescovi documentati di Naraggara. Il donatista Faustino partecipò alla conferenza di Cartagine del 411, che vide riuniti assieme i vescovi cattolici e donatisti dell'Africa romana; la sede in quell'occasione non aveva vescovi cattolici. Massimino prese parte al sinodo riunito a Cartagine dal re vandalo Unerico nel 484, in seguito al quale venne esiliato. Vittorino e Bennato intervennero rispettivamente al concilio cartaginese del 525 e a quello antimonotelita del 646.
Dal 1933 Naraggara è annoverata tra le sedi vescovili titolari della Chiesa cattolica; dal 13 giugno 2011 il vescovo titolare è Andrew Peter Wypych, già vescovo ausiliare di Chicago.

## Cronotassi

### Vescovi
- Faustino † (menzionato nel 411) (vescovo donatista)

- Massimino † (menzionato nel 484)
- Vittorino † (menzionato nel 525)
- Bennato † (menzionato nel 646)

### Vescovi titolari
- Ralph Leo Hayes † (20 ottobre 1966 - 4 luglio 1970 deceduto)
- José de Jesús Clemens Alba Palacios † (6 settembre 1970 - 21 febbraio 1997 deceduto)
- Pierre d'Ornellas (4 luglio 1997 - 19 ottobre 2006 nominato arcivescovo coadiutore di Rennes)
- Fausto Gaibor García † (31 ottobre 2006 - 3 maggio 2011 nominato vescovo di Tulcán)
- Andrew Peter Wypych, dal 13 giugno 2011